# Phenacobius mirabilis
Phenacobius mirabilis är en fiskart som först beskrevs av Girard, 1856.  Phenacobius mirabilis ingår i släktet Phenacobius och familjen karpfiskar. Inga underarter finns listade i Catalogue of Life.